# Ammopolia plumbina
Ammopolia plumbina là một loài bướm đêm trong họ Noctuidae.